# Индекс автомобильных номеров Сан-Марино
Автомобильные номерные знаки в Сан-Марино были введены в 1922, в соответствии с законом Королевства Италии от 1918, который постановил, что любое транспортное средство, даже в Республике Сан-Марино, должны быть оборудованы номерным знаком. Первые пластины были выпущены в формате — синие буквы на белом фоне.

## История
- С 1927 были введены пластины: слева располагался герб с цифровой комбинацией (3 цифры) и тремя буквами RSM.
- В 1952 году буквы RSM были внизу по отношению к гербу, в то время как номера располагались справа (комбинация была 4 цифры). В 1963, когда лимит был исчерпан, первым символом была буква.
- В 1979 был введен полихромная пластина, в которой были только пять чисел. Наверху было написано «Республика Сан-Марино.»
- С 1993 первый символ номера стала буква, а нумерация затем начинается с 0001. С 2004 любой желающий может подать заявку на персонализированный номерной знак.

## Мотоциклы
Первые мотоциклетные знаки после указа 1922 выглядели следующим образом: наверху был написан код RSM и меньшее число. В 1965, как и автомобильная нумерация, началась с нуля. В 1981 наверху был код страны и внизу четыре цифры. В 1994 система изменилась: теперь она состоит из одной буквы и трех цифр.

## Мопеды
Закон в 1990 постановил обязательную регистрацию мопедов, но номера появились с 1993. Они были аналогичны номерам мотоциклов. В 1997 нумерация стала похожа на мотоциклетную.